# Trachylepis
Trachylepis är ett släkte av ödlor. Trachylepis ingår i familjen skinkar.

## Dottertaxa tillTrachylepis, i alfabetisk ordning[1]
- Trachylepis acutilabris
- Trachylepis affinis
- Trachylepis albilabris
- Trachylepis angolensis
- Trachylepis aurata
- Trachylepis aureopunctata
- Trachylepis bayonii
- Trachylepis bensonii
- Trachylepis betsileana
- Trachylepis binotata
- Trachylepis bocagii
- Trachylepis boettgeri
- Trachylepis boulengeri
- Trachylepis brauni
- Trachylepis brevicollis
- Trachylepis breviparietalis
- Trachylepis buettneri
- Trachylepis capensis
- Trachylepis chimbana
- Trachylepis comorensis
- Trachylepis depressa
- Trachylepis dichroma
- Trachylepis dumasi
- Trachylepis elegans
- Trachylepis ferrarai
- Trachylepis gravenhorstii
- Trachylepis hemmingi
- Trachylepis hildae
- Trachylepis hildebrandtii
- Trachylepis hoeschi
- Trachylepis homalocephala
- Trachylepis irregularis
- Trachylepis ivensii
- Trachylepis lacertiformis
- Trachylepis laevis
- Trachylepis lavarambo
- Trachylepis maculilabris
- Trachylepis madagascariensis
- Trachylepis margaritifera
- Trachylepis megalura
- Trachylepis mekuana
- Trachylepis mlanjensis
- Trachylepis nancycoutuae
- Trachylepis nganghae
- Trachylepis occidentalis
- Trachylepis pendeana
- Trachylepis perrotetii
- Trachylepis planifrons
- Trachylepis polytropis
- Trachylepis punctatissima
- Trachylepis punctulata
- Trachylepis quinquetaeniata
- Trachylepis rodenburgi
- Trachylepis septemtaeniata
- Trachylepis socotrana
- Trachylepis sparsa
- Trachylepis spilogaster
- Trachylepis striata
- Trachylepis sulcata
- Trachylepis tandrefana
- Trachylepis tavaratra
- Trachylepis varia
- Trachylepis variegata
- Trachylepis vato
- Trachylepis vezo
- Trachylepis wingati
- Trachylepis vittata
- Trachylepis volamenaloha